# Aymar d’Aigrefeuille
Aymar d’Aigrefeuille (auch Adhémar d’Aigrefeuille) (* 1325 in La Font im Bistum Limoges; † 1382), war der älteste Sohn von Guillaume d’Aigrefeuille und Aigline de Tudeils, Bruder der Kardinäle Guillaume d’Aigrefeuille l’Ancien und Faydit d’Aigrefeuille, Vater des Kardinals Guillaume d’Aigrefeuille le Jeune, sowie Marschall des Päpstlichen Hofes in Avignon.

## Leben
Von Aymars Leben ist aus der Zeit vor 1342 nichts bekannt. In diesem Jahr wurde er erstmals in einem Breve des neuen Papstes Clemens VI. erwähnt.

### Grunderwerb
Guillaume d’Aigrefeuille starb im Lauf des Jahres 1343 im Limousin. Sein Sohn Aymar vereinbarte dann mit dem Ritter Hugues Gautier einen Austausch, der ihm Grundstücke (tènement) in La Font gegen Renten auf Graffeuil einbrachte.
Am 13. Mai 1350 huldigte Aymar d’Aigrefeuille dem neuen Vizegrafen von Turenne Guillaume III. Roger de Beaufort. Im gleichen Jahr heiratete Aymar, „damoiseau“ Aigline de Montal, Tochter von Géraud II. de Montal und Hélène de Barsac, Nichte von Hélène de Montal, seit 1325 Ehefrau von Bernard de Cazillac. Das Paar bekam sechs Kinder: Jean senior (Baron de Gramat), Adhémar II. (Seigneur de la Font et de Tudeils), Florence (sie heiratete Olivier de Cazillac, Hugues de Montferrand und Arnaud de Bérail), Hélène, genannt Douce (sie heiratete Jean de Maumont und Bertrand de Faudoas), Marie (sie heiratete Bertrand de Loudun und Hélie de Lestrade) und Guillaume le Jeune (Kardinal).

### Der Procureur des Vicomte de Turenne
Am 26. Januar 1352 gab Guillaume, Vicomte de Turenne, seinen Vetter Aymar d’Aigrefeuille und seinen Schwager Hugues de la Roche, Rektor des Comtat Venaissin eine Vollmacht, die beinhaltete, dass „er sie als seine Anwälte eingesetzt hatte, um die Stadt und die Baronie von Pertuis und andere Orte in Besitz zu nehmen, mit der Macht, die den Einwohnern gewährten Privilegien zu bestätigen, Amtsträger zu ernennen und Tribute und Treueeide entgegen zu nehmen.“
Im selben Jahr erholte sich der Viscount gerade von einer schweren Krankheit, als er eine Versammlung der Vizegrafschaft Turenne im Chastel de Vrefeuil abhielt Seine Bevollmächtigten waren erneut Hugues de la Roche, Kastellan von Cornillon im Bistum Uzès, und Aymar d’Aigrefeuille.

### Der Marschall des Päpstlichen Hofes
Kurz nachdem er am 6. November 1362 zum Papst gewählt worden war, ernannte Urban V. Aymar d‘Aigrefeuille zum Marschall des Päpstlichen Hofes. Dies war Anerkennung gegenüber der Familie Aigrefeuille, die seine Laufbahn bis hierhin protegiert hatte. Darüber hinaus scheint es ein Lehensverhältnis der Grimoard, der Familie des Pontifex, zu den Aigrefeuille gegeben zu haben.

### Die Teilung der Herrschaft mit seinen Söhnen
1365 huldigte Aymar zum letzten Male alleine dem Vicomte de Turenne. Im Jahr darauf huldigten ihm Jean d’Aigrefeuille, der älteste Sohn Aymars, Adhémar II., der jüngste, sowie Jean d’Aigrefeuille le Jeune als Coseigneurs für ihre Lehen.
Im gleichen Jahr (1366) heiratete Jean l’Ancien Anne de Tarride, Tochter von Bertrand de Tarride und Alazie de Castelnau-Gramat, Erbin ihres Vaters Guérin II. de Castelnau.

### Der Tod von Jean d’Aigrefeuille
Jean d’Aigrefeuille, der älteste Sohn Aymars und Baron de Gramat, starb 1373. Per Testament hinterließ er seine Domänen seinem Sohn Elzéar (Alzias). Jean d’Aigrefeuille, genannt le Jeune, Sohn von Adhémar II., wurde Elzéars Vormund während dessen Minderjährigkeit.
Im folgenden Jahr musste Aymar d’Aigrefeuille den Platz seines verstorbenen Ältesten einnehmen, um Gérald de la Roche Tribut zu zollen. Er machte dies als Seigneur de La Font und Coseigneur de Tudeils, Lostanges et Nonars (die Baronie Gramat war Lehen seines Enkels Elzéar).

### Der Marschall wird Berater des Königs und Rektor der Mark Ancona
Im Oktober 1374 beantragte der Marschall des Päpstlichen Hofes, Aymar d’Aigrefeuille, nun auch Berater des Königs, der sich den Repressionen ausgesetzt sah, von denen das Limousin betroffen war, nachdem die Städte Brive und Tulle sich kampflos den Engländern ergeben hatten, für seinen Bertrand de Maumont um einen Erlassbrief, der dank seiner Fürsprache zugestanden wurde.
1375 entließ Gregor XI. Aymar d’Aigrefeuille als Marschall des päpstlichen Hofes, damit er Rektor der Mark Ancona werden konnte.
Er starb 1382, da im Verlauf des Jahres Jean d’Aigrefeuille, genannt le Jeune, dem Baron de la Roche für sein Mündel Elzéar huldigte, und Adhémar II., Seigneur de Tudeils et La Font Raimond de Turenne Treue schwor. Es ist nicht bekannt, wo und wann die Bestattung des Rektors der Mark Ancona stattfand.